# إيفان سيزار أسينخو
إيفان سيزار أسينخو (بالإسبانية: Ivan Cesar Asenjo)‏ هو لاعب كرة قدم تشيلي في مركز الوسط، ولد في 16 يناير 1982 في تشيلي. لعب مع بي إس إم إس ميدان ونادي جوهر درول تقسيم 2 وهاوجانج يونايتد.